# Хёрли, Бобби
Роберт Мэттью «Бобби» Хёрли (англ. Robert Matthew "Bobby" Hurley; родился 28 июня 1971 года, Джерси-Сити, штат Нью-Джерси) — американский профессиональный баскетболист и тренер, в настоящее время работающий главным тренером команды Национальной ассоциации студенческого спорта (NCAA) «Аризона Стэйт Сан Девилз».

## Ранние годы
Бобби Хёрли родился в городе Джерси-Сити (штат Нью-Джерси), учился в местной школе, в которой играл за баскетбольную команду. В 1993 году окончил Университет Дьюка, где в течение четырёх играл за команду «Дьюк Блю Девилз», в которой провёл успешную карьеру, набрав в итоге 1731 очко, 306 подборов, 1076 передач и 204 перехвата, к тому же два года подряд помогал выиграть своей команде регулярный чемпионат конференции Атлантического Побережья (1991—1992) и три года подряд помогал выводить её в финал четырёх студенческого чемпионата США (1990—1992). Кроме того «Блю Девилз» все три года выходили в финал чемпионата и два раза (1991—1992) становились чемпионами Национальной ассоциации студенческого спорта (NCAA), Хёрли же в 1992 году был признан самым выдающимся игроком этого баскетбольного турнира.

## Карьера игрока
Играл на позиции разыгрывающего защитника. В 1993 году был выбран на драфте НБА под 7-м номером командой «Сакраменто Кингз». Позже выступал за команду «Ванкувер Гриззлис». Всего в НБА провёл 5 сезонов. В 1993 году включался в 1-ю всеамериканскую сборную NCAA. Всего за карьеру в НБА сыграл 269 игр, в которых набрал 1032 очка (в среднем 3,8 за игру), сделал 283 подбора, 880 передач, 120 перехватов и 7 блок-шотов.
В 1990 году Хёрли выиграл в составе сборной США серебряные медали игр доброй воли в Сиэтле. В 1991 году стал в составе сборной США победителем летней Универсиады в Шеффилде.
13 декабря 1993 года попал в автокатастрофу, в которой получил тяжелые травмы.

## Тренерская карьера
После завершения профессиональной карьеры игрока Бобби Хёрли в течение года работал на должности помощника главного тренера студенческой команды «Вагнер Сихокс» (2010—2011), где присоединился к тренерскому штабу, возглавляемому его младшим братом Дэном Хёрли. Затем непродолжительное время работал ассистентом главного тренера студенческой команды «Род-Айленд Рэмс» (2012). 26 марта 2013 года устроился на должность главного тренера в команду «Баффало Буллз», сменив на этом посту Реджи Уизерспуна, которую впервые в её истории вывел в турнир NCAA. 9 апреля 2015 года Хёрли занял аналогичную должность в студенческой команде «Аризона Стэйт Сан Девилз», на которой работает и в настоящее время.

## Статистика

### Статистика в НБА
| Сезон                                                                                    | Команда    | Регулярный сезон | Регулярный сезон | Регулярный сезон | Регулярный сезон | Регулярный сезон | Регулярный сезон | Регулярный сезон | Регулярный сезон | Регулярный сезон | Регулярный сезон | Регулярный сезон | Серия плей-офф | Серия плей-офф | Серия плей-офф | Серия плей-офф | Серия плей-офф | Серия плей-офф | Серия плей-офф | Серия плей-офф | Серия плей-офф | Серия плей-офф | Серия плей-офф |
| Сезон                                                                                    | Команда    | GP               | GS               | MPG              | FG%              | 3P%              | FT%              | RPG              | APG              | SPG              | BPG              | PPG              | GP             | GS             | MPG            | FG%            | 3P%            | FT%            | RPG            | APG            | SPG            | BPG            | PPG            |
| ---------------------------------------------------------------------------------------- | ---------- | ---------------- | ---------------- | ---------------- | ---------------- | ---------------- | ---------------- | ---------------- | ---------------- | ---------------- | ---------------- | ---------------- | -------------- | -------------- | -------------- | -------------- | -------------- | -------------- | -------------- | -------------- | -------------- | -------------- | -------------- |
| 1993/94                                                                                  | Сакраменто | 19               | 19               | 26,3             | 37,0             | 12,5             | 80,0             | 1,8              | 6,1              | 0,7              | 0,1              | 7,1              | Не участвовал  | Не участвовал  | Не участвовал  | Не участвовал  | Не участвовал  | Не участвовал  | Не участвовал  | Не участвовал  | Не участвовал  | Не участвовал  | Не участвовал  |
| 1994/95                                                                                  | Сакраменто | 68               | 6                | 16,3             | 36,3             | 27,6             | 76,3             | 1,0              | 3,3              | 0,4              | 0,0              | 4,2              | Не участвовал  | Не участвовал  | Не участвовал  | Не участвовал  | Не участвовал  | Не участвовал  | Не участвовал  | Не участвовал  | Не участвовал  | Не участвовал  | Не участвовал  |
| 1995/96                                                                                  | Сакраменто | 72               | 22               | 14,7             | 28,3             | 28,9             | 80,0             | 1,0              | 3,0              | 0,4              | 0,0              | 3,1              | 1              | 0              | 2,0            | -              | -              | -              | 0,0            | 0,0            | 0,0            | 0,0            | 0,0            |
| 1996/97                                                                                  | Сакраменто | 49               | 12               | 12,9             | 36,8             | 31,1             | 69,8             | 0,8              | 3,0              | 0,6              | 0,1              | 2,9              | Не участвовал  | Не участвовал  | Не участвовал  | Не участвовал  | Не участвовал  | Не участвовал  | Не участвовал  | Не участвовал  | Не участвовал  | Не участвовал  | Не участвовал  |
| 1997/98                                                                                  | Сакраменто | 34               | 3                | 12,3             | 40,9             | 26,7             | 81,1             | 1,1              | 2,4              | 0,4              | 0,0              | 3,8              | Не участвовал  | Не участвовал  | Не участвовал  | Не участвовал  | Не участвовал  | Не участвовал  | Не участвовал  | Не участвовал  | Не участвовал  | Не участвовал  | Не участвовал  |
| 1997/98                                                                                  | Ванкувер   | 27               | 0                | 17,0             | 37,4             | 14,3             | 74,4             | 1,1              | 3,6              | 0,4              | 0,0              | 4,5              | Не участвовал  | Не участвовал  | Не участвовал  | Не участвовал  | Не участвовал  | Не участвовал  | Не участвовал  | Не участвовал  | Не участвовал  | Не участвовал  | Не участвовал  |
|                                                                                          | Всего      | 269              | 62               | 15,5             | 35,3             | 27,2             | 76,9             | 1,1              | 3,3              | 0,4              | 0,0              | 3,8              | 1              | 0              | 2,0            | -              | -              | -              | 0,0            | 0,0            | 0,0            | 0,0            | 0,0            |
| Наведите курсор мыши на аббревиатуры в заголовке таблицы, чтобы прочесть их расшифровку. |            |                  |                  |                  |                  |                  |                  |                  |                  |                  |                  |                  |                |                |                |                |                |                |                |                |                |                |                |